# Symmoca
Symmoca is een geslacht van vlinders van de familie dominomotten (Autostichidae), uit de onderfamilie Symmocinae.

## Soorten
- S. achrestella Rebel, 1889
- S. achromatella Turati, 1930
- S. alacris Meyrick, 1918
- S. albicanella Zeller, 1868
- S. alhambrella Walsingham, 1911
- S. attalica Gozmany, 1957
- S. calidella Walsingham, 1905
- S. caliginella Mann, 1867
- S. cinerariella (Mann, 1859)
- S. confluella Burmann, 1951
- S. costimacula Turati, 1930
- S. costobscurella Amsel, 1949
- S. crocodesma Meyrick, 1911
- S. christenseni Gozmany, 1982
- S. degregorioi Requena, 2007
- S. deserticolella Turati, 1924
- S. dodecatella Staudinger, 1859
- S. dolomitana Huemer & Gozmany, 1992
- S. egregiella Lucas, 1956
- S. exiguella Chrétien, 1915
- S. fuscella Amsel, 1959
- S. griseosericeella Ragonot, 1879
- S. helleri Rebel, 1910
- S. hendrikseni Gozmany, 1996
- S. husadeli (Rebel, 1910)
- S. indistinctella Rebel, 1902
- S. italica Gozmany, 1962
- S. klimeschiella Gozmany, 1959
- S. latiusculella Stainton, 1867
- S. libanicolella Zerny, 1934
- S. longipalpella Rebel, 1914
- S. maschalista Meyrick, 1926
- S. melitensis Amsel, 1954
- S. mimetica Gozmany, 2008
- S. minimella Caradja, 1920
- S. minutella Chrétien, 1922
- S. mobilella Zerny, 1936
- S. nigromaculella Ragonot, 1875
- S. oenophila Staudinger, 1871

- S. orphnella Rebel, 1893
- S. pelospora Meyrick, 1927
- S. perobscurata Gozmany, 1957
- S. petrogenes Walsingham, 1907
- S. ponerias Walsingham, 1905
- S. profanella Zerny, 1936
- S. pylospora Meyrick, 1920
- S. pyrenaica Gozmany, 1985
- S. quinquepunctella Chrétien, 1922
- S. revoluta Gozmany, 1985
- S. rifellus (Zerny, 1932)
- S. saharae (Oberthür, 1888)
- S. salem Gozmany, 1963
- S. sattleri Gozmany, 1962
- S. senora Gozmany, 1977
- S. serrata Gozmany, 1985
- S. sezam Gozmany, 1963
- S. signatella Herrich-Schäffer, 1854
- S. signella (Hübner, 1796)
- S. simulans Gozmany, 1985
- S. solanella Amsel, 1953
- S. sorrisa Gozmany, 1975
- S. stoechadella Constant, 1885
- S. striolatella Gozmany, 1963
- S. suffumata Gozmany, 1996
- S. sultan Gozmany, 1962
- S. sutteri Gozmany, 2000
- S. tofosella Rebel, 1893
- S. umbrinella Zerny, 1936
- S. uniformella Rebel, 1900
- S. vetusta Meyrick, 1931
- S. vitiosella Zeller, 1868